# THE CRANE FLYのガガンボレディオ
THE CRANE FLYのガガンボレディオ（ザ・クレインフライのガガンボレディオ）は中国放送のRcc/music枠木曜レギュラー番組として、2005年4月から2007年3月の間、毎週木曜24:00-24:30に放送されたラジオ番組。パーソナリティを務めるのは現在広島を中心に活躍しているインディーズバンド「THE CRANE FLY」。

## 概要
2005年4月に、広島のみんなで語り合う若者の井戸端会議を目指す番組としてスタート。現在は「どうなっとるん、おかしな地球」などのコーナーがある。
2006年6月12日より番組ホームページより番組ブログも始まった。